# Gareth Hughes
Pour les articles homonymes, voir Hughes.
William John Hughes, né le 23 août 1894 à Llanelli (Pays de Galles) et mort le 1er octobre 1965 à Los Angeles (quartier de Woodland Hills, Californie), est un acteur (comme Gareth Hughes) puis missionnaire (comme Frère David) gallois.

## Biographie

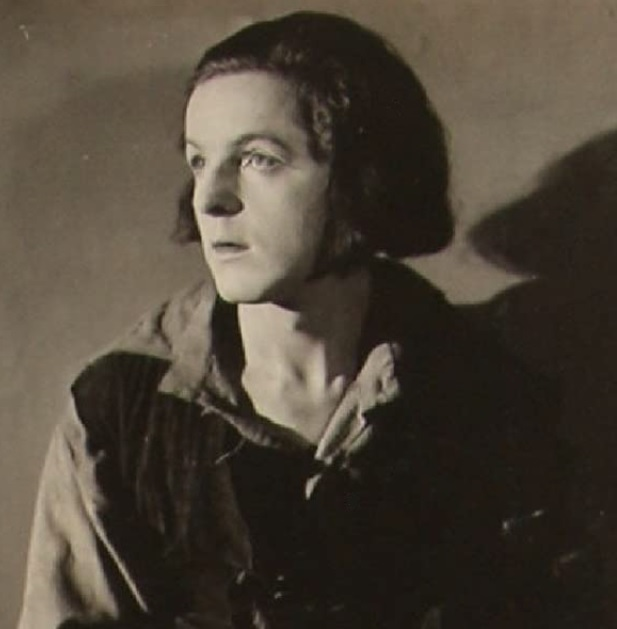
Dans Les Ennemis de la femme (1923)

Installé aux États-Unis, il est d'abord acteur sous le nom de Gareth Hughes et joue notamment au théâtre à Broadway (New York) dans sept pièces entre 1914 et 1925, dont The Critic (en) de Richard Brinsley Sheridan (1915, avec Lawrence Grant et Mario Majeroni) et The New Word de J. M. Barrie (1917, avec Norman Trevor).
Au cinéma, il contribue à quarante-cinq films américains majoritairement muets, les deux premiers sortis en 1918, dont Every Mother's Son de Raoul Walsh (avec Charlotte Walker et Percy Standing). Suivent notamment Le Voile de l'avenir d'Albert Parker (1919, avec Clara Kimball Young et Pauline Starke), Calvaire d'apôtre de Maurice Tourneur (1923, avec Richard Dix et Mae Busch) et The Midnight Girl de Wilfred Noy (1925, avec Lila Lee et Dolores Cassinelli). Son dernier film, parlant, est Scareheads (en) de Noel M. Smith (1931, avec Richard Talmadge et Julie Bishop).
Après une ultime participation, comme conseiller aux dialogues en gallois, sur Le blé est vert d'Irving Rapper (sorti en 1945), il devient missionnaire sous le nom de Frère David entre 1944 et 1958, auprès des indiens Païutes, dans la réserve indienne de Pyramid Lake (Nevada).
Il meurt à 71 ans, en 1965.

## Théâtre à Broadway (intégrale)
- 1914 : Change de J. O. Francis

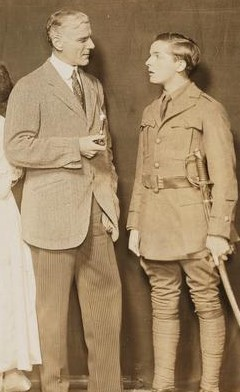
Avec Norman Trevor (à g.), dans The New Word (Broadway, 1917)

- 1915 : The Critic (en) de Richard Brinsley Sheridan
- 1916 : Margaret Schiller d'Hall Caine
- 1916 : Caliban of the Yellow Sands de Percy MacKaye : Ariel
- 1916 : The Guilty Man de Ruth Helen Davis et Charles Klein
- 1917 : The New Word de J. M. Barrie : le jeune lieutenant
- 1925 : The Dunce Boy de Lulla Vollmer : Tude

## Filmographie partielle
(acteur, sauf mention contraire)

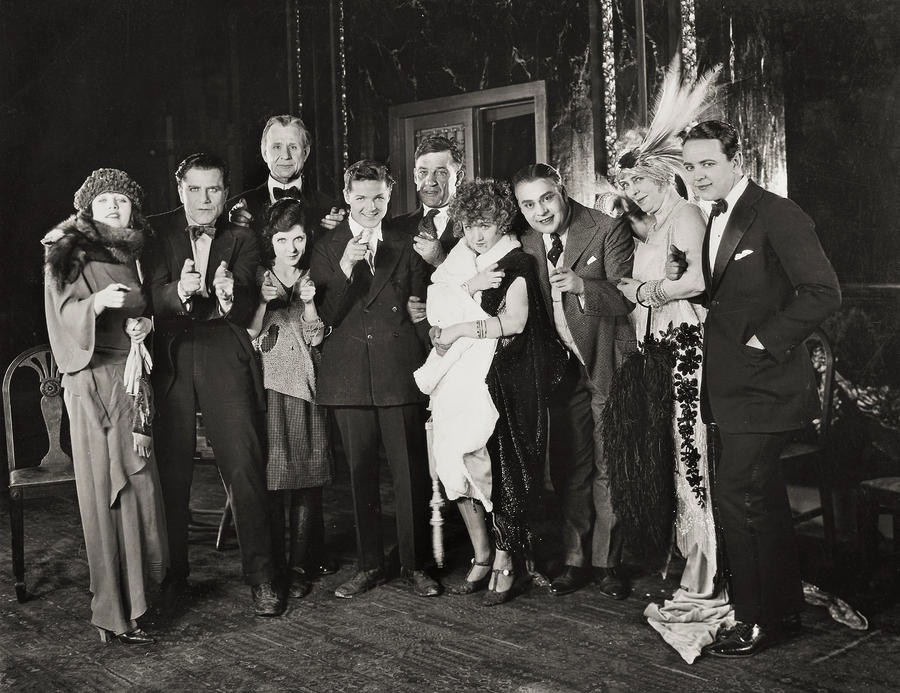
De g. à d. : Betty Compson, Bert Lytell, Charles Ogle, May McAvoy, Gareth Hughes, Walter Long, Kathleen Clifford, Jed Prouty, Mayme Kelso et Robert Agnew, sur le tournage de Un paria (1922)

- 1918 : Every Mother's Son de Raoul Walsh : le benjamin
- 1919 : Le Voile de l'avenir (Eyes of Youth) d'Albert Parker : Kenneth Ashling
- 1919 : L'Île déserte (en) (The Isle of Conquest) d'Edward José : Jack Frazier
- 1919 : The Red Viper de Jacques Tyrol : David Belkov
- 1920 : La Proie (The Woman in His House) de John M. Stahl : Sigurd
- 1921 : Life's Darn Funny de Dallas M. Fitzgerald : Clay Warwick
- 1921 : Sentimental Tommy (en) de John Stuart Robertson : Tommy Sandys
- 1922 : L'Enfant sacrifiée (Forget Me Not) de W. S. Van Dyke : Jimmy
- 1922 : Un paria (en) (Kick In) de George Fitzmaurice : Benny
- 1923 : La Danseuse espagnole (The Spanish Dancer) d'Herbert Brenon : Lazarillo
- 1923 : Calvaire d'apôtre (The Christian) de Maurice Tourneur : Frère Paul
- 1923 : Les Ennemis de la femme (Enemies of Women) d'Alan Crosland : Philip Spadoni
- 1924 : Mon homme (Shadows of Paris) d'Herbert Brenon : Émile Boule
- 1925 : The Midnight Girl de Wilfred Noy : Don Harmon
- 1926 : Men of the Night (en) d'Albert S. Rogell : Dick Foster
- 1927 : Eyes of the Totem (en) de W. S. Van Dyke : Bruce Huston
- 1928 : Top Sergeant Mulligan (en) de James Patrick Hogan : Lieutenant Fritz von Lang
- 1929 : Mister Antonio (en) de James Flood et Frank Reicher : Joe
- 1931 : Scareheads (en) de Noel M. Smith : le frère de Dick
- 1945 : Le blé est vert (The Corn Is Green) d'Irving Rapper (conseiller aux dialogues en gallois)